# 塞达维
塞达维，是西班牙巴伦西亚自治区巴伦西亚省的一个市镇。总面积2平方公里，总人口8457人（2001年），人口密度4229人/平方公里。